# Allougoum
Allougoum  (in arabo الوكوم‎?) è un centro abitato e comune rurale del Marocco situato nella provincia di Tata, regione di Souss-Massa. Conta una popolazione di 8 418 abitanti (censimento 2014).